# 馬勝龍
馬勝龍，字雲生，宣化人。明朝總兵大川士麟的長子。崇禎年間考中武舉人，清初時曾歷任廣西桂林的遊擊官。當時闖賊餘黨李定國聚数万人侵入桂林。馬勝龍率領部閉門固守，糧食耗盡後陷落。他帶著年幼的弟弟奮勇作戰，在巷戰中殺敵百十人，最終遭遇不幸被害。他的妻子郭聞之聽聞此事後自刎身亡。消息傳至朝廷，皇帝下詔追贈半葬，意為給予一部分的尊崇。勝龍的弟弟也考中武舉人，為了尋找兄長的遺骸，長途跋涉走了萬里之遙，最終找到了他的遺骸，將其歸葬。康熙十一年，當地舉行祭祀儀式以表彰他作為鄉里的賢人。